# Charles Louis Auguste Fouquet de Belle-Isle
Charles Louis Auguste Fouquet, książę de Belle-Isle (ur. 22 września 1684 w Villefranche-de-Rouergue, zm. 26 stycznia 1761 w Wersalu) – francuski marszałek i polityk. Znany jako marszałek Belle-Isle, członek Akademii Stanisława w Nancy od 1751 roku.

## Życiorys

### 1684-1741
Jego dziadkiem był nadintendent finansów Nicolas Fouquet. Urodził się w Villefranche-de-Rouergue. Mimo iż jego rodzina była w niełasce, wstąpił do armii i został w dowódcą regimentu dragonów w roku 1708. Wojna o sukcesję hiszpańską (1701-1714) przyniosła mu rangę brygadiera, a w roku 1718 marszałka (marechal de camp). Był obecny przy zdobywaniu miast Fontarabia w 1718 i St. Sebastian w 1719 roku.
Regent książę Filip II Burbon-Orleański doprowadził do jego uwięzienia w Bastylii, a później odesłania do jego posiadłości na prowincji. Gdy do władzy doszedł kardynał André Hercule de Fleury, Fouquet odzyskał szacunek i wpływy. Gdy trwała wojna o sukcesję polską (1733-1736) służył pod dowództwem księcia Berwick. Razem zdobyli wówczas Trewir, Trarbach i oblegali Philippsburg (1734). Gdy nastał pokój, król Ludwik XV, w uznaniu zasług, nadał mu w dowództwo trzy ważne twierdze Metz, Toul i Verdun.
Gdy Francja chciała skorzystać z zamieszania, jakie wywołała austriacka sankcja pragmatyczna z 1713 i z kłopotów Marii Teresy Habsburg, Fouquet został wysłany (1741) do Niemiec jako minister pełnomocny (a także ambasador nadzwyczajny przy elektorze Bawarii). Fouquet dopilnował, żeby cesarzem został ogłoszony przyjazny Francji władca Bawarii Karol VII Bawarski. W nagrodę w 1741 uczyniono go marszałkiem Francji.

### 1741-1757
Jako marszałek Francji otrzymał dużą armię, z którą, jak obiecał, miał doprowadzić do korzystnego pokoju w trzy miesiące pod murami Wiednia. Przeprowadził swoich ludzi (14 tys. żołnierzy) przez Las Czeski stale atakowany przez wroga, lecz nigdy nie dopuścił do otoczenia swych oddziałów. Jego podwładny François de Chevert został przezeń oddelegowany do obrony zdobytej Pragi, musiał jednak wycofać się z miasta, w czym zresztą austriaccy dowódcy mu nie przeszkadzali. Marszałek stał się pośmiewiskiem Paryża, nawet Fleury odwrócił się od niego. Jakby tego było mało, Brytyjczycy schwytali go w Hanowerze, gdy chciał dostać się z Kassel do Berlina.
Pozostał w Anglii mimo żądań wydania go ze strony zarówno cesarza Karola VII jak i Ludwika XV. Podczas kampanii lat 1746-1747 dowodził armią Piemontu i zajął Antibes i Niceę, lecz został pokonany w bitwie pod Assiettą. Udało mu się jednak wyprzeć wroga do Lombardii. Gdy nastał pokój, uczyniono go parem i księciem Francji (1748). W roku 1757 król mianował go sekretarzem wojny.

### 1757-1761
Jako minister rozwinął nauczanie oficerów i zlikwidował prywatne arystokratyczne regimenty należące do szlachciców, zbyt młodych, by dowodzić. Zmarł 26 stycznia 1761.

## Życie prywatne i rodzina
Belle-Isle interesował się literaturą. Akademia Francuska przyjęła go w roku 1740, sam założył akademię w Metzu w roku 1760. Tytuł książę de Belle-Isle wygasł na nim, ponieważ jego jedyny syn zginął w roku 1758 w bitwie pod Krefeld.
Jego brat Louis Charles Armand Fouquet, znany jako kawaler (Chevalier) de Belle-Isle był również żołnierzem i dyplomatą.